# بولن (أفاتار)
بولن (愽林 بو لين) (بالإنجليزية: Bolin)‏ هو شخصية رئيسية في مسلسل نكلوديون للرسوم المتحركة أسطورة كورا. قام بابتكار الشخصية والمسلسل مايكل دانتي ديمارتينو و‌براين كونيزكو، اللذان عملا سابقا على مسلسل آفاتار: أسطورة أنج الذي سبق هذا المسلسل. الشخصية قد أداها صوتيًا بي جاي بيرن. بولن مسخر أرض ولذلك يستطيع التحكم بها. في الموسم الثالث، اكتشف بولن أن باستطاعه تسخير الحمم البركانية وهي مهارة نادرة.

## وصلات خارجية
- بولن في موقع نيك
- بولن في قاعدة بيانات الأفلام على الإنترنت